# Кильцемка
Кильцемка — река в России, протекает в Увинском и Вавожском районах Удмуртии. Устье реки находится в 21 км по правому берегу реки Ува. Длина реки составляет 22 км, площадь водосборного бассейна 82 км².
Исток реки в лесах к югу от деревни Сюровай. Река течёт на юг, в верхнем течении на ней нежилой посёлок Заречный. Река впадает в Уву у деревни Ольховка.

## Данные водного реестра
По данным государственного водного реестра России относится к Камскому бассейновому округу, водохозяйственный участок реки — Вятка от водомерного поста посёлка городского типа Аркуль до города Вятские Поляны, речной подбассейн реки — Вятка. Речной бассейн реки — Кама.
Код объекта в государственном водном реестре — 10010300512111100039467.